# Franco Malè
Franco Malè (Viterbo, 11 giugno 1961) è un culturista italiano, campione di Mister Universo (AAU Mr. Universe) nella categoria "amateur" nel 1999 vincendo anche l'Overall (NABBA Mr. Universe), sempre nel 1999.

## Biografia
Nel 1985 inizia la sua carriera culturistica vincendo il Mr Italia di Sapri e si trasferisce a Los Angeles per allenarsi alla gold's gym.
Durante il periodo americano Franco partecipa ad alcune gare nella prestigiosa federazione Americana "NPC".
In seguito torna in Italia e continua una serie di gare vittoriose. La particolarità che lo ha reso famoso è la sua definizione.
La sua posa più importante è la "Most Muscular" .
Ora si dedica con i suoi fratelli Maurizio e Marcello (anche loro importanti nel mondo del Body Building) ad allenare i giovani nella loro palestra.

### Palmares
| Stagione | Competizione                           | Luogo       | Overall    | Rank. Mond. |
| -------- | -------------------------------------- | ----------- | ---------- | ----------- |
| 1984     | Mr Lazio NABBA                         | Lazio       | NO         | 2º          |
| 1984     | Grand Prix IFFB                        | Savona      | SI OVERALL | 1º          |
| 1985     | Mr Italia                              | Sapri       | SI OVERALL | 1º          |
| 1988     | Nord America NPC                       | USA         | NO         | 3º          |
| 1990     | Mr Hercules NPC                        | USA         | SI OVERALL | 1º          |
| 1994     | Grand Prix Open                        | Svizzera    | SI OVERALL | 1º          |
| 1998     | Grand Prix Freeway Open                | USA         | SI OVERALL | 1º          |
| 1999     | Mr Universe                            | Regno Unito | SI OVERALL | 1º          |
| 2000     | Grand Prix due torri                   | Bologna     |            | 1º          |
| 2015     | Premio alla sua carriera "John Grimek" | Roma        |            |             |